# Riksdagsvalget i Sverige 1924
Riksdagsvalget i Sverige 1924 var valget til den Sveriges Rigsdags Andra kammaren, valget blev afholdt den 19.-21. september 1924. Efter valgte tiltrådte Branting 3. regering.

## Valgresultat
| Parti                 | Parti                                                | Partiledere               | Stemmer            | Stemmer | Stemmer | Mandatfordeling | Mandatfordeling |
| Parti                 | Parti                                                | Partiledere               | Antal              | %       | +− %    | Antal           | +−              |
| --------------------- | ---------------------------------------------------- | ------------------------- | ------------------ | ------- | ------- | --------------- | --------------- |
|                       | Sveriges socialdemokratiska arbetareparti            | Hjalmar Branting          | 725 407            | 41,1    | +4,7    | 104             | +11             |
|                       | Allmänna valmansförbundet                            | Arvid Lindman             | 461 257            | 26,1    | +0,2    | 65              | +3              |
|                       | Frisinnade folkpartiet                               | Carl Gustaf Ekman         | 228 913            | 13,0    | -5,7    | 28              | -13             |
|                       | Bondeförbundet                                       | Johan Johansson i Kälkebo | 190 396            | 10,8    | −0,3    | 23              | +2              |
|                       | Liberala riksdagspartiet                             | Erik Nilson               | 69 627             | 3,9     | —       | 5               | +5              |
|                       | Sveriges kommunistiska parti (Kominternanslutet)     | Karl Kilbom & Nils Flyg   | 63 601             | 3,6     | −1,0    | 4               | −3              |
|                       | Sverges kommunistiska parti (Icke kominternanslutet) | Zeth Höglund              | 26 301             | 1,5     | —       | 1               | +1              |
|                       | Øvrige partier                                       | —                         | 84                 | 0,0     | —       | —               | —               |
| Antal gyldige stemmer | Antal gyldige stemmer                                | Antal gyldige stemmer     | 1 765 586          | 100,00  |         | 230             |                 |
| Ugyldige stemmer      | Ugyldige stemmer                                     | Ugyldige stemmer          | 5 021              |         |         |                 |                 |
| Totalt                | Totalt                                               | Totalt                    | 1 770 607 (53,0 %) |         |         |                 |                 |

Ved valget var 3.338.892 personer stemmeberettigede.